# Église Saint-François-Majeur
Vous lisez un « article de qualité » labellisé en 2019.  Il fait partie d'un « thème de qualité ».
L'église Saint-François-Majeur (en italien : Chiesa di San Francesco Grande) est une ancienne église de Milan construite au IVe siècle et démolie en 1806. Elle s'appelle initialement basilica di San Nabore du nom du saint dont elle abrite la dépouille, puis, à partir du XIIIe siècle, le monastère franciscain attenant prenant possession du monument, son nom est alors changé pour celui du fondateur de l'ordre, saint François d'Assise.
L'église adopte avant la fin du XVIIe siècle un plan rectangulaire. Elle déploie d'abord, dans la partie correspondant à la basilique de San Nabore, une architecture mêlant art roman lombard et style gothique à laquelle s'ajoute une partie plus vaste construite par les franciscains. Par la suite, l'église continue de s'agrandir par la création de nombreuses chapelles dues à de riches donateurs qui obtiennent en échange le droit de s'y faire inhumer au sein de sépulcres créés par des artistes de renom. Après une première destruction à la fin du XVIIe siècle et une réédification une dizaine d'années plus tard, en 1697, le style architectural de l'église devient baroque mais son plan demeure très proche de celui du bâtiment initial, quoique perdant de l'emprise au sol.
L'église Saint-François-Majeur est connue pour avoir abrité de nombreuses œuvres d'artistes de renom comme Bernardino Zenale ou Bramante. L'œuvre la plus célèbre est La Vierge aux rochers de Léonard de Vinci, qui constitue le panneau central d'un retable au sein d'une chapelle dédiée à l'Immaculée Conception.
Bâtiment désaffecté par décision de la République cisalpine en 1798, elle est définitivement détruite pour cause de vétusté en 1806. Il s'agissait jusqu'alors de la deuxième église de la ville quant à la taille, après la cathédrale de la Nativité-de-la-Sainte-Vierge — c'est-à-dire le Dôme de Milan.

## Localisation
Au moment de sa destruction de 1806, l'église Saint-François-Majeur se trouvait dans les murs de la ville de Milan sur la place Saint Ambroise nommée ainsi d'après la basilique qui la borde.
Les actuelles rues Nirone et Santa Valeria la longeaient. À sa place, se dresse désormais la caserne de police Garibaldi,.
- Situation sur le plan de Milan en 1573 par Antoine Lafréry :
1) Église Saint-François-Majeur ;
2) Basilique Saint-Ambroise de Milan ;
3) Dôme de Milan ;
4) Château des Sforza.

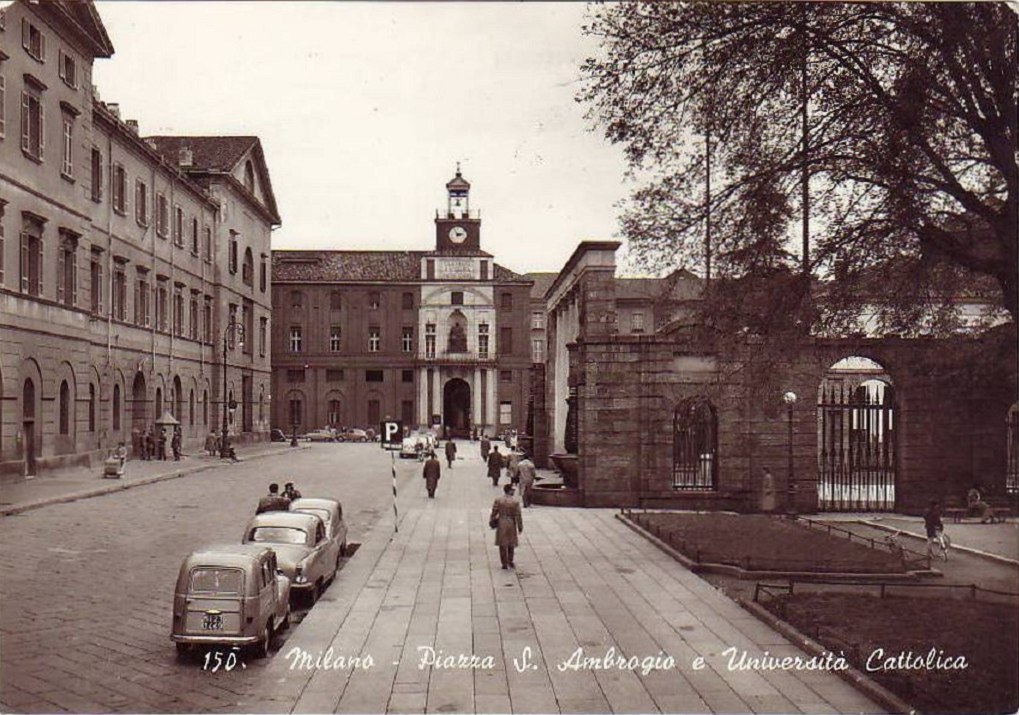
Place saint Ambroise dans les années 1950 : la caserne est sur la gauche et l'université catholique du Sacré-Cœur  en face.

## Histoire de l'église
L'histoire de l'église Saint-François-Majeur peut être décrite selon trois grandes phases de sa création dans les premiers siècles de l'ère chrétienne à sa destruction en 1806. Cette histoire bénéficie des recherches archéologiques conduites lors de plusieurs campagnes de fouilles : une première en 1939-1940 sous la direction d'Aristide Calderini puis une seconde en deux phases conduites en 2006-2008 puis une troisième en 2011-2012 à l'occasion de la création d'un parking sur la place Saint-Ambroise.

### Les premiers siècles du christianisme
À l'époque antique, le lieu qui sera occupé par l'église Saint-François-Majeur est situé en dehors des murs de la ville, à très courte distance d'une porte donnant sur le quartier du cirque et du palais impérial.
À partir du premier siècle de l'ère chrétienne, ce lieu se trouve au sein d'un vaste espace qui s'élabore comme une nécropole composée de plusieurs noyaux funéraires encore couramment utilisés jusqu’au troisième siècle de l'ère commune puis de façon plus sporadique après. Ces noyaux s'organisent autour d'habitations servant d'églises et comportant chacune son cimetière. L'ensemble abrite ainsi les restes de martyrs chrétiens antiques, constituant ainsi le premier cimetière chrétien de Milan. Saint Ambroise lui donne les noms de « cimetière des saints » (en italien : Cimiterio de' santi) ou « cimetière des martyrs » (en latin : ad martyres) dans ses souvenirs. Les fouilles montrent que malgré la construction d'églises, la zone est tardivement utilisée comme espace funéraire puisque s'y trouvent des tombes datables du Ve siècle.
Parmi ces maisons, figure en particulier celle de Filippo de 'Oldani, un consul romain de l'époque de Néron secrètement converti au christianisme, qui y enterre les restes des saint Gervais et saint Protais. C'est ici que sera bâtie l'église. Durant tout ce temps, ce qui constitue l'église primitive porte, selon les écrits hagiographiques, le nom de « polyandrion Caius et Filippo » (en latin : Polyandrion Caij et Philippi) des noms de Filippo et de saint Caius, troisième évêque de Milan.
Au IIIe siècle, elle est consacrée basilique par l'évêque de Milan Saint Castriziano. Puis, au cours du siècle suivant, les restes de saint Nabor et saint Félix, morts sous le règne du co-empereur Maximien Hercule, y sont transférés de Lodi par l'évêque Materne de Milan (épiscopat après 314 et avant 342),. De fait, elle se nomme « basilique naborienne » ou « basilique de saint Nabor » (« San Nabore » en italien),. Le transfert est l'occasion de festivités qui se déroulent en présence d'un des co-empereurs régnants de la Tétrarchie.
Tous ces saints y demeurent inhumés avant d'être transférés en juin 386 par saint Ambroise dans la basilique qu'il fonde, sur les lieux où avait été enterré saint Victor, dans la « maison de Fausta », du nom de la fille de Filippo. 
L'édification de la première véritable église en place de la domus Philippi est difficilement datable mais une inscription portée sur ses murs plusieurs siècles plus tard assurait qu'elle avait eu lieu au début du Xe siècle. Le prêtre et historien italien Paolo Rota (1832 - 1911) la fait, quant à lui, remonter un peu plus tôt, au VIIIe siècle.

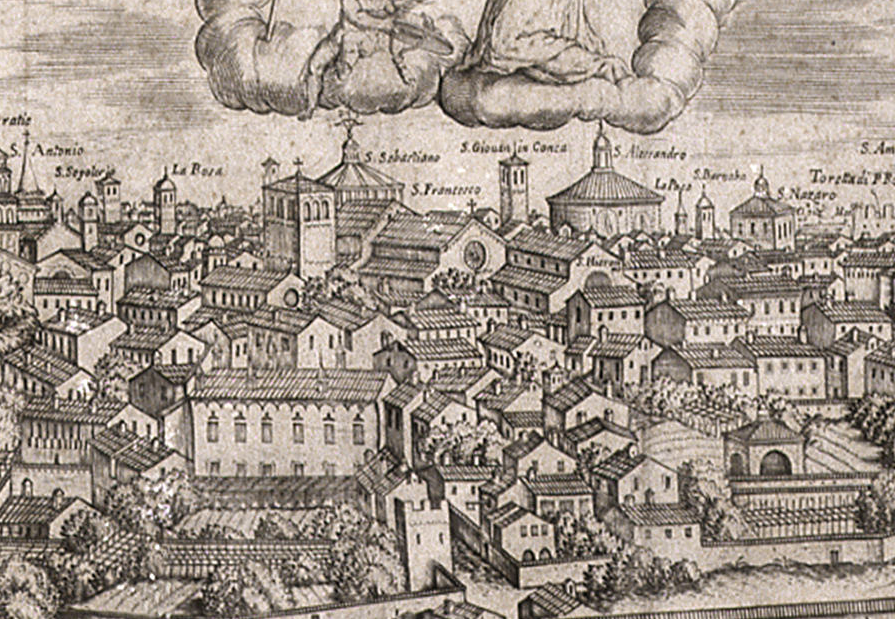
Gravure du quartier de la ville de Milan abritant l'église San Francesco Grande par Giovanni Battista Bonacina (1640).

### De l'arrivée des frères franciscains à la première destruction
Au XIIIe siècle, les Franciscains — dont l'ordre est tout nouvellement créé — s'installent à Milan. C'est ainsi qu'en 1222, ils obtiennent un terrain situé derrière la basilique San Nabore  sur lequel ils bâtissent un couvent puis, en 1233, une chapelle qu'ils adossent à l'abside. En 1256, par bulle papale d'Alexandre IV, ils reçoivent l'autorisation d'y construire une église dédiée au fondateur de l'ordre, saint François d'Assise. Le 14 mars 1263, le pape leur permet de prendre possession de l'église San Nabore. Ils restructurent alors les deux bâtiments pour n'en former qu'un seul et le nomment « église Saint-François »,. La première occurrence de ce nom remonte à 1387 dans un calendrier de l'ordre entérinant ainsi la fusion entre la basilique et la chapelle. Rapidement, les promoteurs de la construction bénéficient de riches dons de fidèles qui, en échange, obtiennent d'en faire le lieu de leur sépulture.
En 1272, un campanile est érigé ; mais en 1551, il est abaissé du tiers de sa hauteur par le gouverneur de la ville — au même titre que tous les plus hauts clochers de la ville — dans le but d'empêcher d'offrir un point d'observation sur les remparts nouvellement créés. Cette réduction correspond à « 40 brasses » soit 24 mètres, ce qui laisse penser qu'il mesurait originellement plus de 70 mètres de haut. Enfin l'église subit un agrandissement et des modifications entre 1570 et 1571.

#### La chapelle et la confrérie de l'Immaculée Conception

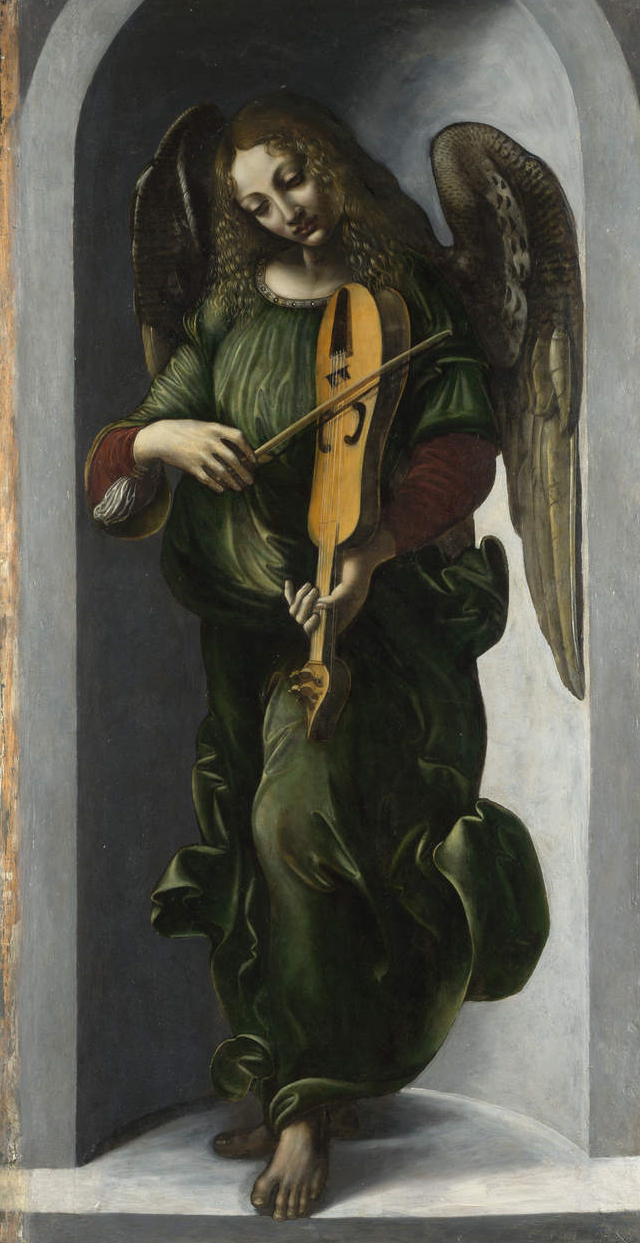
Ange musicien jouant de la vièle attribué à Francesco Napoletano (Entre 1495 et 1499, Londres, National Gallery).
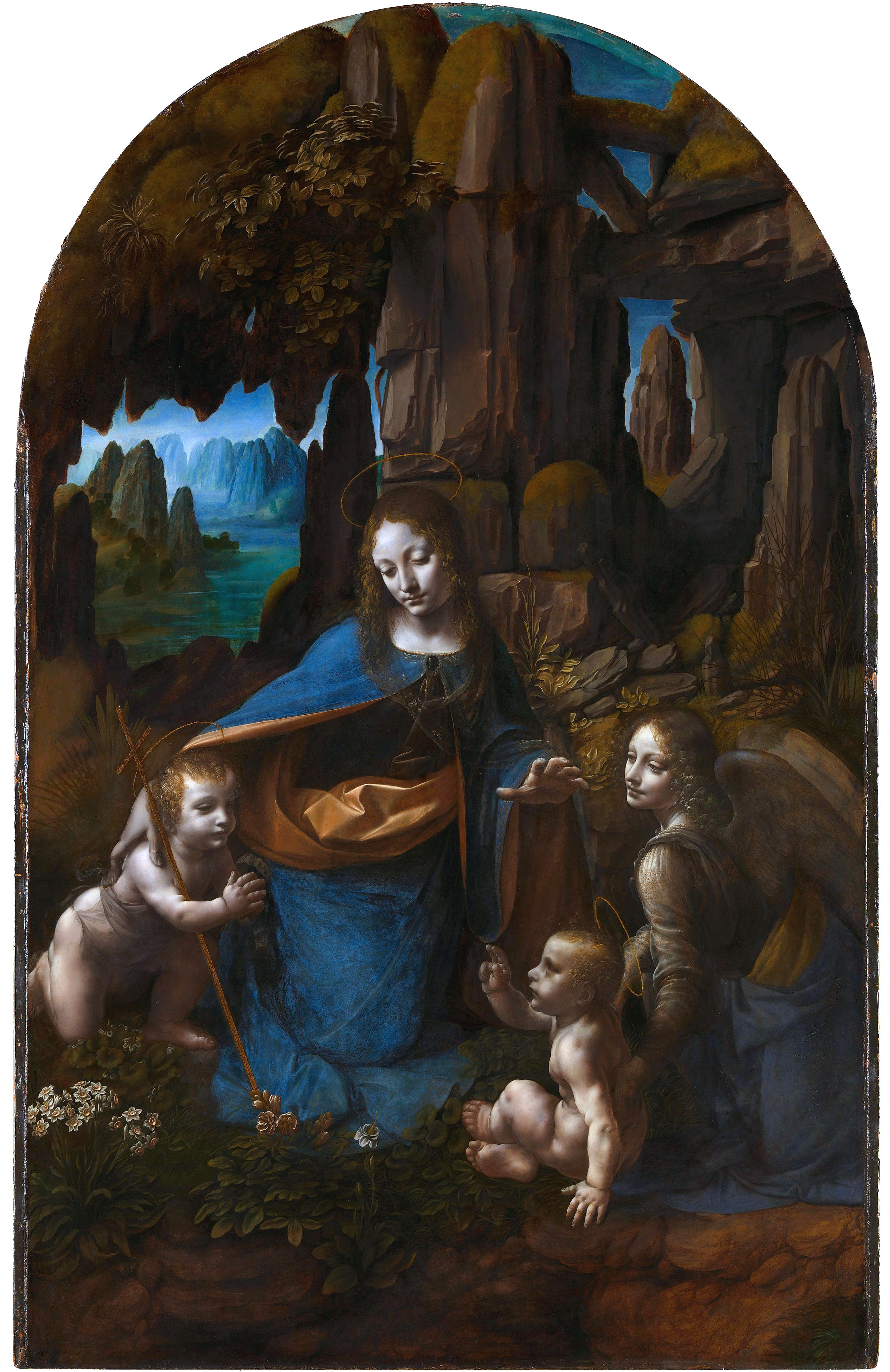
La Vierge aux rochers de Léonard de Vinci (Entre 1491 et 1499 puis entre 1506 et 1508, Londres, National Gallery).
Ange musicien jouant du luth peint par Giovanni Ambrogio de Predis (Entre 1495 et 1499, Londres, National Gallery).

En 1475, le père maître Stefano da Oleggio, propose la création au sein de l'église d'une chapelle consacrée à la Vierge Marie et en particulier à l'Immaculée Conception. Celle-ci est prise sur une parcelle de terrain appelée « le jardin de Filippo » (en italien : orto di Filippo), située tout près de l'atrium, contre la chapelle Saint-Jean-L'Évangéliste en allant vers la rue Santa Valeria et vers la rue San Ambrogio. Le travail de maçonnerie est achevé en mai 1479. La chapelle est la dernière à être bâtie au sein de l'église. Pour s'en faire une représentation, les chercheurs proposent de s'appuyer sur l'aspect de chapelles contemporaines construites au sein d'autres églises, telle, notamment, la chapelle Brivio construite en 1484 dans la Basilique Sant'Eustorgio : elle adopte une forme circulaire, en forme de kiosque. À l'occasion de cette création, une confrérie laïque est fondée : la confrérie de l’Immaculée Conception. Il s'agit d'une assemblée composée de membres de l'aristocratie locale : les familles Terzago, Pietrasanta, Orrigoni, Mantegazza, Scanzi et Legnani y sont représentées mais aussi les Cotio, les Casati ou les Pozzobonelli. De fait, la confrérie est richement dotée.

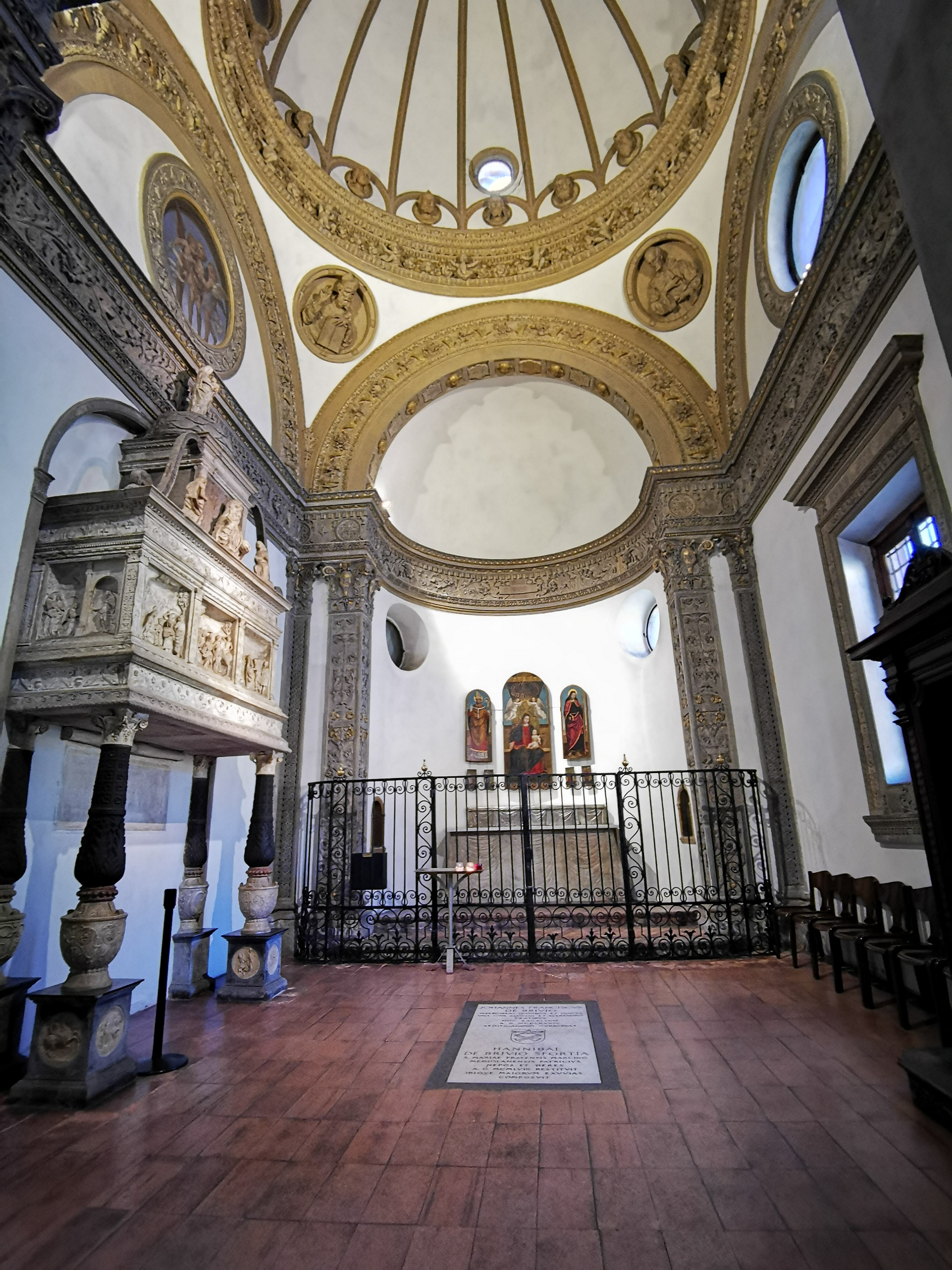
La chapelle Brivio dans la basilique Sant'Eustorgio (1484) : un élément de comparaison pour savoir à quoi pouvait ressembler la chapelle de l'Immaculée Conception.

L'objet de cette confrérie est nouveau : promouvoir et défendre le dogme de l'Immaculée Conception, encore très discuté puisqu'il n'est admis que depuis 1470 par la papauté qui ne le proclamera officiellement qu'en 1854 ; la nouveauté et la précarité de ce dogme expliquent ainsi pour partie la prudence de ses membres lors de la réception de La Vierge aux rochers. Une convention est signée le 1er juin 1478 devant Maître Antonio di Capitani — notaire de la paroisse voisine de Santa Maria alla Porta dont la confrérie use souvent des services depuis sa création — définissant les liens entre la confrérie nouvellement créée et le monastère responsable de l'église. À cette occasion, plusieurs prescriptions sont émises par les responsables de l'église, dont une à caractère absolu, qui interdit de créer une quelconque ouverture sur l'extérieur du bâtiment.
En mai 1480, le travail de décoration de la chapelle touche à son terme et en particulier le plafond, décoré par deux artistes des noms de Francesco Zavatari et Giorgio della Chiesa : la description contractuelle de cette décoration indique une représentation de Dieu entouré d'une gloire de séraphins et quatre autres panneaux comportant des animaux. Quelques semaines avant la fin de ces travaux, en avril 1480, commande est passée auprès du sculpteur sur bois Giacomo del Maino (avant 1469 - 1503 ou 1505) de la structure en bois d'un retable de grandes dimensions, le Retable de la chapelle de l'Immaculée Conception. Celui-ci est livré le 7 août 1482 ; reste à le décorer. Cette année-là, un nouveau prieur de la confraternité est désigné, Giannantonio da Sant'Angelo. Commande est faite auprès de peintres d'effectuer le travail d'ornementation de la structure, les frères Evangelis et Giovanni Ambrogio de Predis et Léonard de Vinci. Ce dernier crée ainsi le tableau de La Vierge aux rochers que la chapelle abritera jusqu’à la fin du XVIIIe siècle, Ambrogio peint des Anges musiciens sur les panneaux latéraux et Evangelis procède au travail de dorure et d'ornementation de ses parties sculptées,. À l'occasion de la création de ce retable, la confraternité montre, malgré sa relative richesse, beaucoup de pingrerie, comme en témoignent les mesures dilatoires et promesses vagues et non tenues pour la rétribution des artistes participants.
La chapelle est détruite en 1576. Toutefois, la confrérie continue ses activités : la chapelle Saint Jean-Baptiste, située à droite du chœur, lui est attribuée. Celle-ci prend le nom de chapelle de l'Immaculée Conception et le retable y est déplacé. Vers 1635, un témoignage indique que le retable est entouré d'autres « petites peintures » qui seraient elles aussi de la main de Léonard de Vinci.
Trois siècles après sa création, en 1781, la confrérie est dissoute : ses biens sont alors pris en charge par la confrérie de Sainte-Catherine de la Roue et vendus entre la fin du XVIIIe siècle et le début du XIXe siècle en commençant par La Vierge aux rochers, en 1785.

### Dernière période: de la reconstruction de 1697 à la seconde destruction

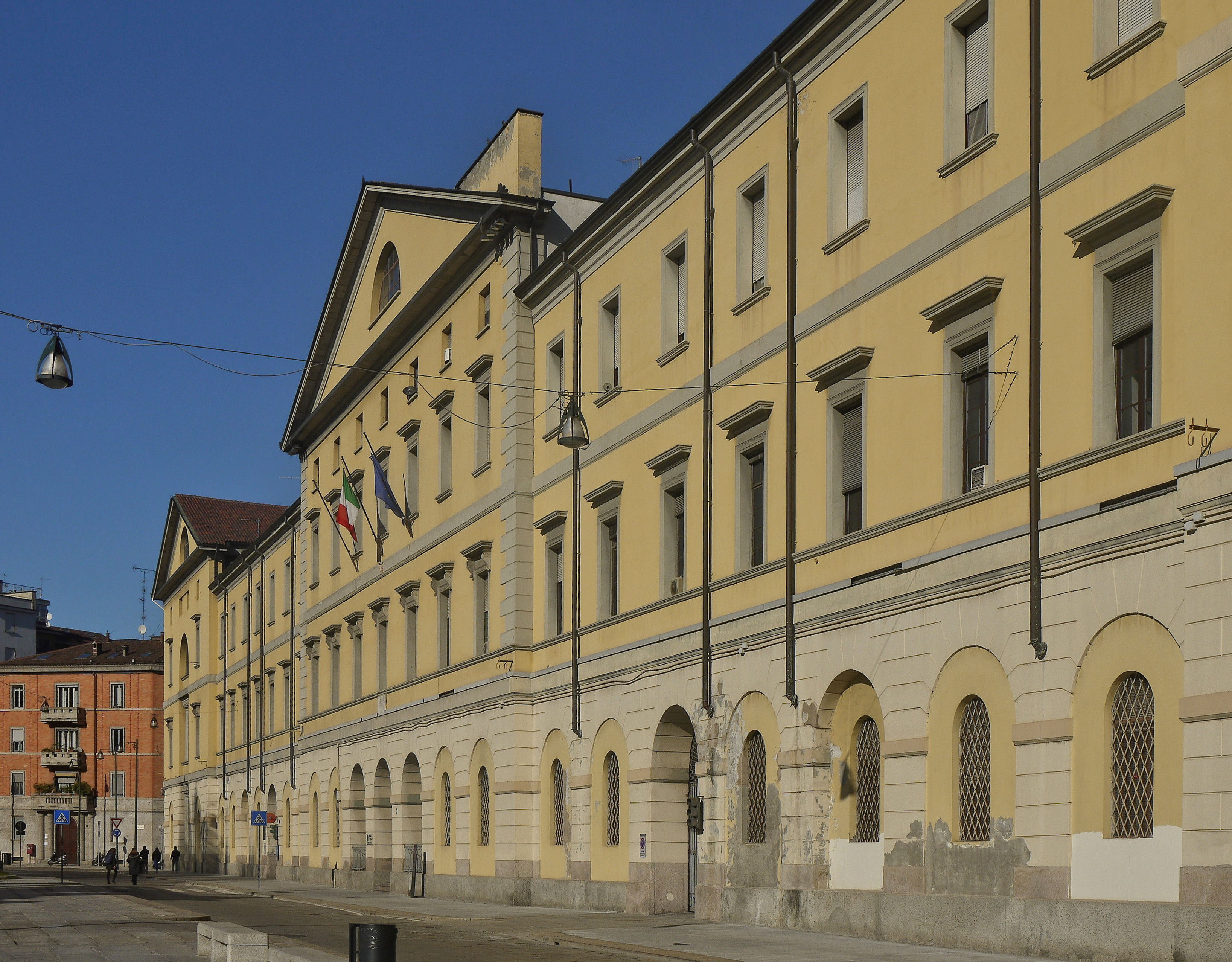
La caserne Garibaldi qui a remplacé l'église.

À la fin du XVIIe siècle, l'église se retrouve dans un état de relative déshérence par manque d'entretien. Dès lors, décision est prise à partir de 1685 d'en transformer la partie la plus ancienne. Or les travaux afférents provoquent, le 6 septembre 1688, l'effondrement de la façade. Il est alors décidé, non d'une restauration, mais d'une reconstruction du bâtiment. Toutes les autorisations parviennent aux responsables du monastère le 3 octobre 1689 : les travaux de destruction partielle puis de reconstruction commencent alors et s'étalent jusqu'en 1697. La nouvelle église est légèrement élargie — empiétant sur une portion de la rue Santa Valeria, longeant l'église — et perd de sa longueur car une partie n’est pas reconstruite et devient le nouvel atrium. Finalement, l'église voit son emprise au sol réduite mais cela ne l'empêche pas de demeurer le deuxième plus grand édifice religieux de Milan après le Dôme de la ville. L'architecte responsable des nouveaux plans, Antonio Nuvolone, y déploie un style très différent de l'ancien.

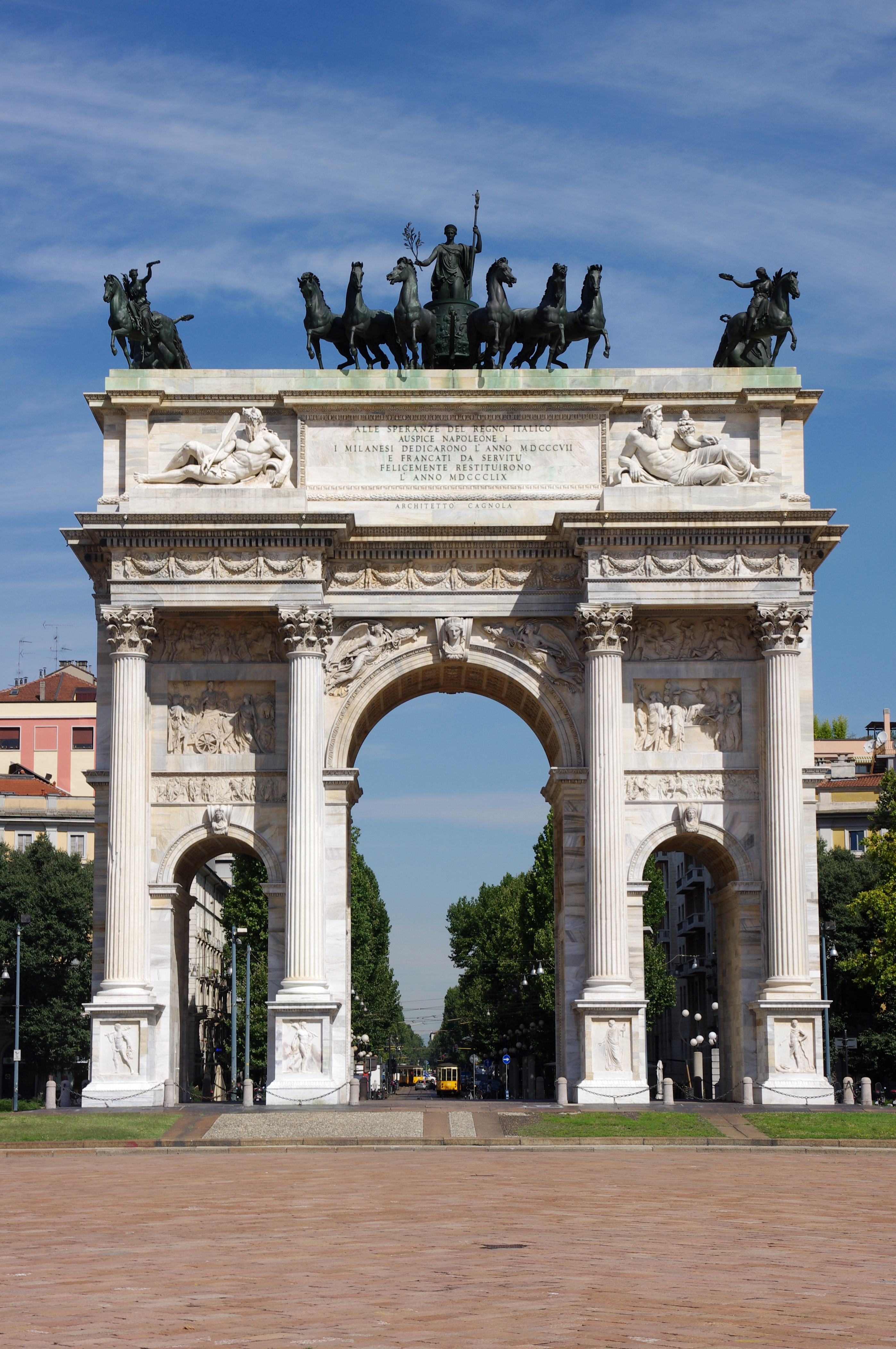
Luigi Cagnola, l'Arco della Pace, 1807 - 1838, Milan, Piazza Sempione.

À la création de la République cisalpine par Napoléon Bonaparte en 1797, l'église subit des dégradations et des pillages, en particulier des reliques des saints conservées dans les lieux depuis l'époque médiévale. L'année suivante, le monastère franciscain est supprimé dans le cadre des lois de suppression des congrégations religieuses. Dès lors, l'église et le monastère sont successivement utilisés comme hôpital, entrepôt et orphelinat. Quelques années plus tard, en 1806, l'église Saint-François-Majeur, jugée vétuste et dangereuse, est détruite. Les matériaux résultant de la démolition sont notamment réutilisés pour bâtir l'Arco della Pace. Les travaux se poursuivent jusqu'en 1813. Finalement, une caserne est érigée à son emplacement : ses plans sont créés par le lieutenant-colonel Girolamo Rossi et ses fondations utilisent partiellement celles de l'église préexistante. La caserne se nomme jusqu'en 1843 caserma dei Reali Veliti, du nom du corps militaire constitué par la République cisalpine, puis à partir de cette date, caserne Garibaldi.

## Description du bâtiment

### Aspect de l'église avant 1688

Plan de l'église avant 1688.

Si l'apparence de l'église avant l'arrivée des Franciscains n'est pas connue, l'aspect du bâtiment postérieur au XIIIe siècle l'est tout à fait car il bénéficie de nombreuses descriptions écrites,, dessinées et archéologiques.
L'église est d'une longueur de 114 mètres pour une largeur de 30 mètres. Elle est constituée de trois parties et comprend ainsi trois nefs que l'on peut décrire ainsi en partant de l'atrium : d'abord, comprenant les cinq premières voûtes, une première partie de style gothique ; puis, sur les quatre voûtes suivantes, l'ancienne basilique de San Nabore, partie de l'édifice la plus ancienne, adoptant des formes typiques de l'art roman lombard ; enfin, l'espace le plus grand (commençant aux chapelles des Innocents et du transit de la Vierge Marie incluses), avec des allées deux fois plus larges que celles des parties précédentes, et qui correspond à l'ajout des Franciscains du XIIIe siècle. 
La délimitation entre les deux ensembles — église franciscaine d'un côté et, de l'autre, basilique naborienne et son ajout de style gothique — est visible de l'extérieur par deux hauteurs de toits, la partie franciscaine étant la plus haute. L'édifice est flanqué du cloître des Franciscains et d'un campanile ; les chercheurs  désignent cet ensemble « complexe monacal de Saint-François-Majeur ». L'aspect extérieur du bâtiment avant sa destruction-reconstruction en 1688 est décrit par un témoignage dans un courrier datant de 1686 : « La vieille façade en briques rouges, cinq fenêtres, des tours, des croix, avec trois portes, la moyenne ronde, et beaucoup d'éléments présentant sepulcri et statuae. » Une rosace est visible sur la partie centrale supérieure de la façade du bâtiment.
Quant à l'intérieur, le même témoin le décrit ainsi : « L'intérieur se compose alors de trois voûtes ornées de part et d'autre de douze arches et de nombreuses autres colonnes en pierre comportant des chapiteaux corinthiens mais grossiers, jusqu'au nombre de dix-huit avec huit fenêtres de chaque côté. » Par ailleurs, le contrat de commande passé entre Léonard de Vinci et la confrérie de l'Immaculée Conception en 1483 pour La Vierge aux rochers permet de savoir que la chapelle de l'Immaculée Conception se trouvait au début de l'église, au plus proche de l'atrium, sur la droite et qu'elle ne comportait aucune ouverture sur l'extérieur — interdiction ayant été faite à ses promoteurs d'en créer une par les responsables de l'église.

Représentations de l'église d'avant 1688
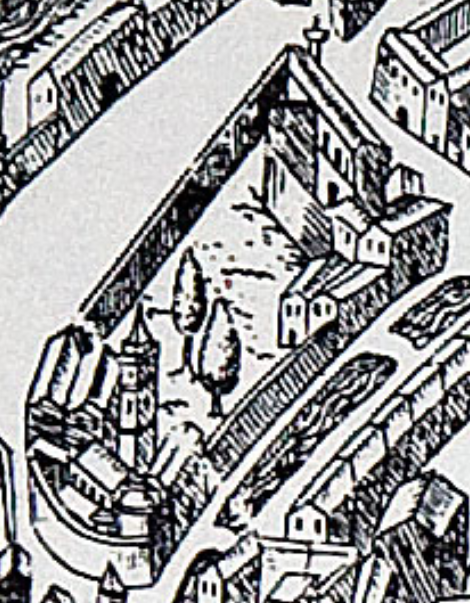
Antoine Du Perac Lafrery, Plan de Milan (Détail), 1573, Milan, château des Sforza, Civica raccolta delle stampe Achille Bertarelli.
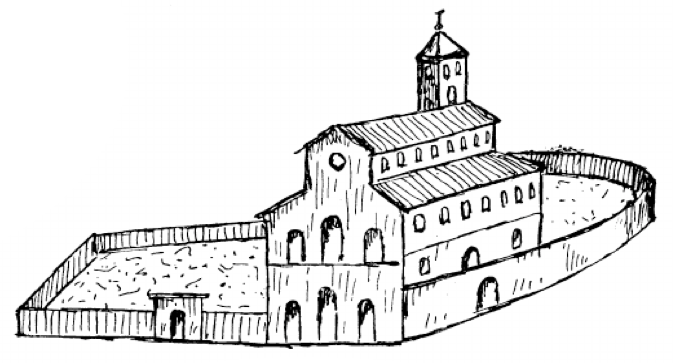
Nunzio Galliti, Plan de Milan célébrant la libération de Milan de la peste (Détail), 1578, Milan, château des Sforza, Civica raccolta delle stampe Achille Bertarelli.
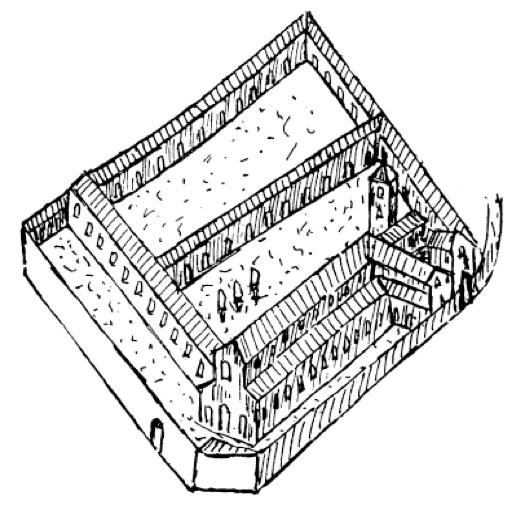
Marc'Antonio Barateri, La Grande Ville de Milan (Détail), 1629, Milan, château des Sforza, Civica raccolta delle stampe Achille Bertarelli.
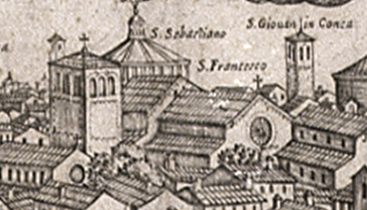
Giovanni Battista Bonacina, Plan de Milan (Détail), 1640.

### Aspect après 1697

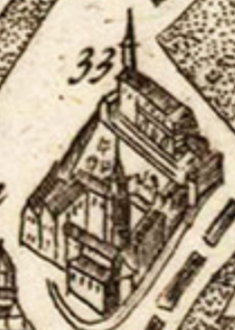
Gabriel Bodenehr, Plan détaillé de Milan (Détail) (San Francesco est en bas), 1704, Milan, château des Sforza, Civica raccolta delle stampe Achille Bertarelli.

L'édifice bénéficie des plans d'Antonio Nuvolone qui lui attribue un style baroque. De l'extérieur, la façade est remodelée et le dôme au-dessus de l'abside prend une forme tout à fait différente. En outre, le monument perd plus du quart de sa longueur sur les 114 mètres qu'il mesurait auparavant car toute la partie correspondant à l'ancienne basilique San Nabore n’est pas reconstruite sur ses cinq premiers piliers et devient le nouvel atrium de l’église (c'est-à-dire sa cour d'entrée entourée de portiques). Enfin, une nouvelle porte est ouverte vers la rue Santa Valeria.
Un témoignage de 1696 évoque l'intérieur comme un « vaste, grand, beau et éblouissant chœur, orné de stucs et très clair grâce à la largeur des fenêtres ». De même, les chapelles qui sont conservées sont agrandies. Plusieurs témoignages décrivent en outre la richesse des matériaux utilisés : stucs, marbre de Carrare, marbre noir.

Il est à noter que tout n'a pas été modifié puisqu'une partie de l'abside est demeurée telle quelle à l'exception de sa partie supérieure et notamment de ses ouvertures.

## Dimension culturelle de l'église

### Chapelles princières et gentilices
Rapidement après le début de la construction de l'église au XIIe siècle, les Franciscains bénéficient de dons généreux de la part de fidèles qui appartiennent à l'aristocratie. En échange, ceux-ci obtiennent d'en faire le lieu de leur sépulture, pour eux-mêmes ainsi que pour leurs familles. Ce mécénat d'une certaine élite politique se traduit ainsi par la création de chapelles dédiées. En effet, comme le note l'historien spécialiste du Moyen Âge et de la Renaissance Patrick Boucheron, « la multiplication à Milan des chapelles gentilices peut être considérée comme la traduction architecturale d'une exigence politique de « visibilité sociale » du mécénat de l'oligarchie au service du prince ». 
Ainsi, Béatrice d'Este fait construire la chapelle de la Trinité en 1330 puis s'y fait inhumer en 1334. Son sépulcre porte alors le symbole de son premier époux Ugolino Visconti (le coq), ainsi que de son second Galéas Ier Visconti (la vipère). En 1399, Luchino Visconti dit « Novello » (1346-1399), fils du noble condottière Luchino Visconti (vers 1287-1349), fonde la chapelle des Innocents. Le riche chevalier Arrigolo Arconati, un proche de Francesco Sforza, fait édifier la chapelle des saints Pierre et Paul. À la fin du XVe siècle, Francesco Maggi inaugure un monument sépulcral pour sa famille dans la chapelle saint Libor. En 1426, c'est au tour de la famille Borromée de fonder la chapelle saint Jean l'Évangéliste.
L'histoire de certaines chapelles témoigne des jeux d'influences ou de confiscations qui environnent l'église. Ainsi, la chapelle Saint Jean-Baptiste est d'abord fondée par la famille della Torre ; mais lorsque la famille Visconti élimine cette dernière à la fin du XIIIe siècle, elle accapare les lieux. Béatrice d'Este, en particulier, prend ainsi en charge sa décoration en 1333, avant que le condottière Francesco Bussone da Carmagnola — un roturier intégré à la famille Visconti par alliance — s'y fasse inhumer en 1432. Le monument est détruit avec l'église au début du XIXe siècle. Enfin, à la destruction de la chapelle de l'Immaculée Conception en 1576, le retable du même nom est déplacé dans celle de Saint Jean-Baptiste qui prend dès lors le nom de l'Immaculée Conception.

### Objets historiques et œuvres d'art qui s'y rapportent
Parmi les témoignages historiques qu'abrite l'église, nombre de reliques s'y trouvent, tels le squelette de saint Desiderius, le crâne de l'apôtre saint Matthieu, les crânes de sainte Odélie et de sainte Ursule, une dent de saint Lorenzo, les ossements de sainte Marie-Madeleine, les ossements du saint romain Caïus ou encore les ossements du pape saint Sixte.
Par ailleurs, le monument bénéficie des apports prestigieux de grands artistes au cours des siècles. L'un des premiers est Giovanni di Balduccio qui crée le sépulcre de Béatrice d'Este aujourd'hui détruit. Andrea et Filippo da Carona sculptent entre 1440 et 1447 la partie inférieure du Monument funéraire de Vitaliano I et Giovanni Borromeo puis, après 1478, Giovanni Antonio Piatti et ses collaborateurs (Adamo da Barengo, Martino et Protasio Benzoni , Antonio et Benedetto da Briosco, Francesco Cazzaniga, Giacomo da Fagnano et autres) en créent la partie supérieure. La structure est originellement située entre les piliers devant la chapelle Saint Jean l'Évangéliste, puis elle est transférée dans le palais Borromée de l'Isola Bella où elle demeure aujourd'hui. Entre 1479 et 1500, Bramante peint à fresque la Mort de saint Pierre et de saint Paul.
Entre 1495 et 1500, Vincenzo Foppa peint les panneaux d'un retable qui semble avoir été destiné à orner la chapelle saint Jean l'Évangéliste appartenant à la famille Borromée. Le retable est démantelé à une date inconnue, peut-être lors de la destruction de l'église, et le cheminement des œuvres n'est connu qu'à partir du début du XXe siècle. Quoi qu'il en soit, deux panneaux représentant Saint Bernardin et Saint Antoine de Padoue sont conservés à la National Gallery of Art de Washington. Il semble que l'on puisse identifier deux autres panneaux appartenant au registre supérieur avec les tableaux représentant un Ange Gabriel et une Annonciation à la Vierge conservés  dans le palais Borromée de l'Isola Bella.
Plus tard, après 1503, est installé le retable de l'Immaculée Conception constitué notamment de La Vierge aux rochers de Léonard de Vinci (achevé seulement en 1508) et encadré par les Anges musiciens de Giovanni Ambrogio de Predis et Francesco Napoletano. L'ensemble est exposé dans la chapelle de l'Immaculée Conception (première chapelle à droite) puis déplacé en 1576 dans la chapelle Saint Jean-Baptiste (à droite du chœur) qui prend dès lors le nom de chapelle de l'Immaculée Conception. Les œuvres quittent séparément l'église, en 1781 pour La Vierge aux rochers et en 1798 pour les Anges musiciens. La structure est quant à elle réputée perdue depuis la destruction de l’église en 1806.
En 1510, Bernardino Zenale peint la Vierge à l'Enfant entre saint Ambroise et saint Jérôme qui est actuellement conservée au musée d'Art de Denver. En 1522, Agostino Busti dit « Bambaia » crée le Monument Birago dans la chapelle de la Passion de Notre Seigneur. Il est transféré en 1606 dans le palais Borromée de l'Isola Bella lors de la destruction de la chapelle pour la création d'un accès au cloître attenant. Vers les années 1510, les frères franciscains commandent auprès d'Ambrogio Borgognone un tableau intitulé Saint François reçoit les stigmates mettant en scène le saint fondateur de leur ordre. Le tableau est aujourd'hui conservé au musée diocésain de Milan.
La destruction de l'église en 1807 se fait au mépris des œuvres qui y sont exposées : des explosifs sont même utilisés, et ce, sans réelle précaution, à tel point que les bâtiments voisins sont endommagés. Or nombre de statues, de décorations, de pierres tombales ou de fresques demeurent dans le monument alors que ces opérations sont entamées. Les autorités ecclésiales s'en émeuvent et obtiennent du ministre tutélaire l'autorisation de récupérer les œuvres subsistantes, ce que ce dernier accepte à la condition toutefois « que cela ne coûte rien à l'administration »'. C'est dans ces conditions difficiles que le sarcophage des saints Nabor et Félix est extrait d'une chapelle. Il est aujourd'hui conservé dans la basilique Saint-Ambroise.

Œuvres sculptées sauvegardées et leur lieu actuel de conservation
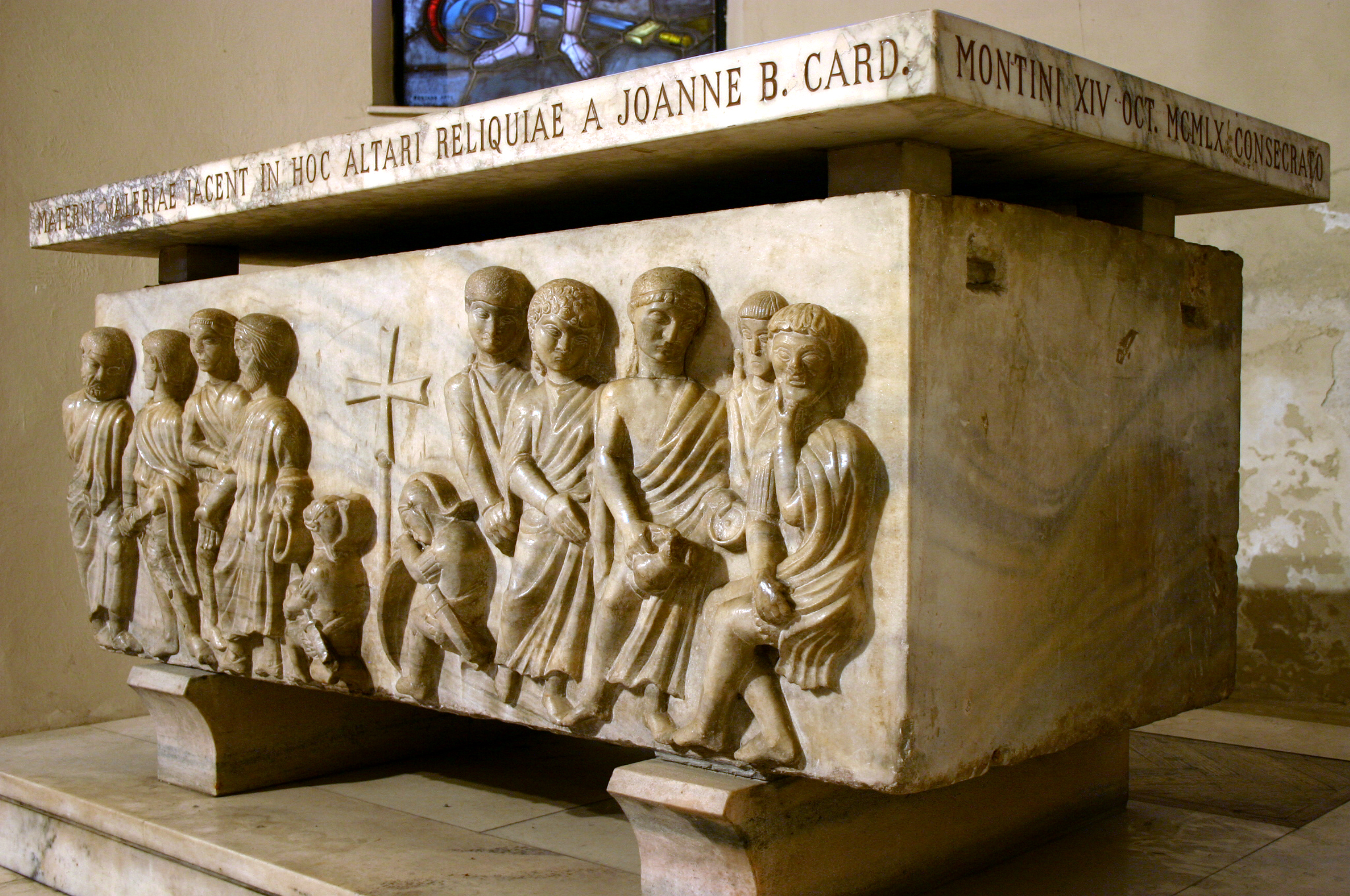
Sarcophage des saints Nabor et Félix, Milan, Basilique Saint-Ambroise.
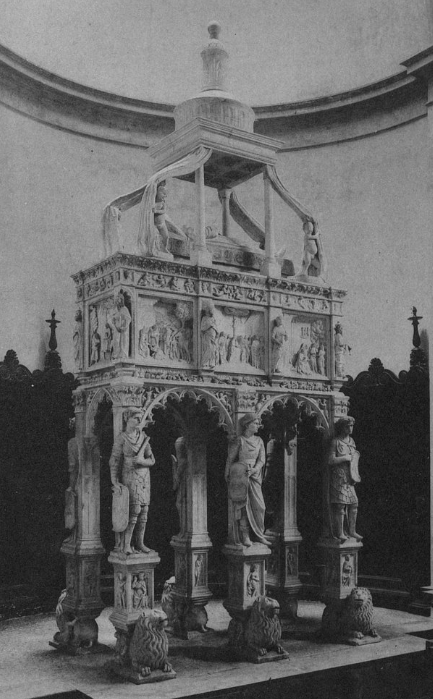
Andrea et Filippo da Carona et Giovanni Antonio Piatti, Monument funéraire de Vitaliano et Giovanni Borromeo, entre 1440 et 1478, Isola Bella, palais Borromeo.
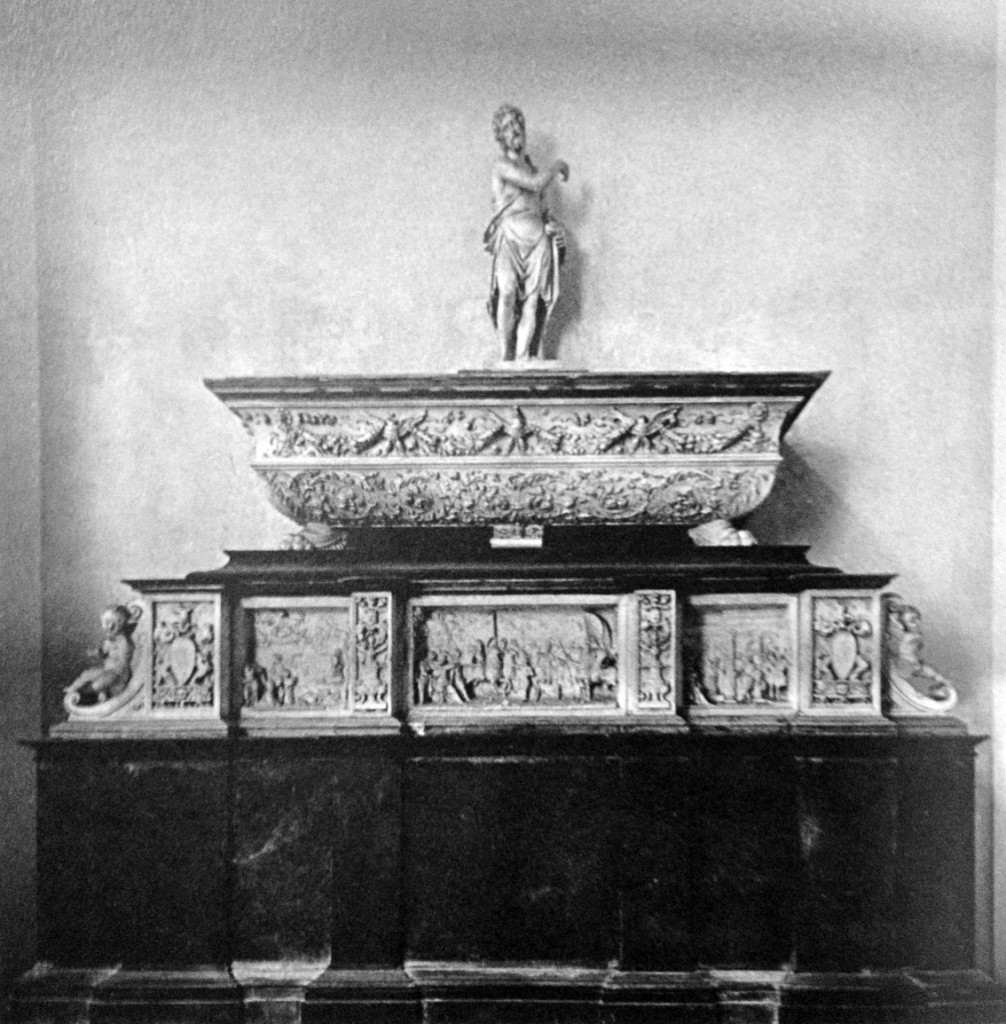
Agostino Busti dit « Bambaia », Monument Birago, 1522, Isola Bella, palais Borromeo.

Peintures sauvegardées et leur lieu actuel de conservation
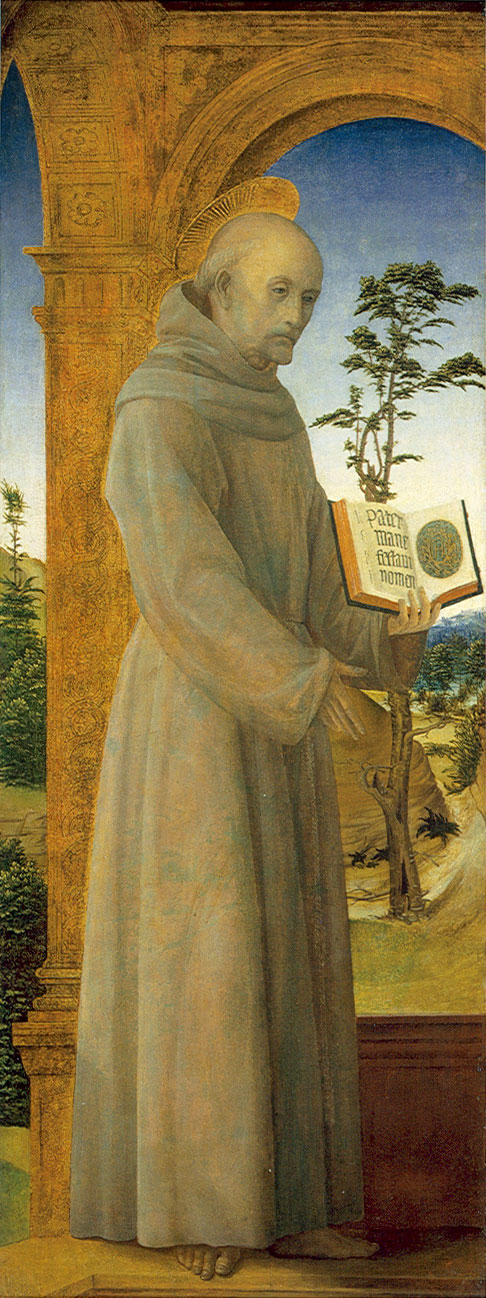
Vincenzo Foppa, Saint Bernardin, entre 1495 et 1500, Washington, National Gallery of Art.
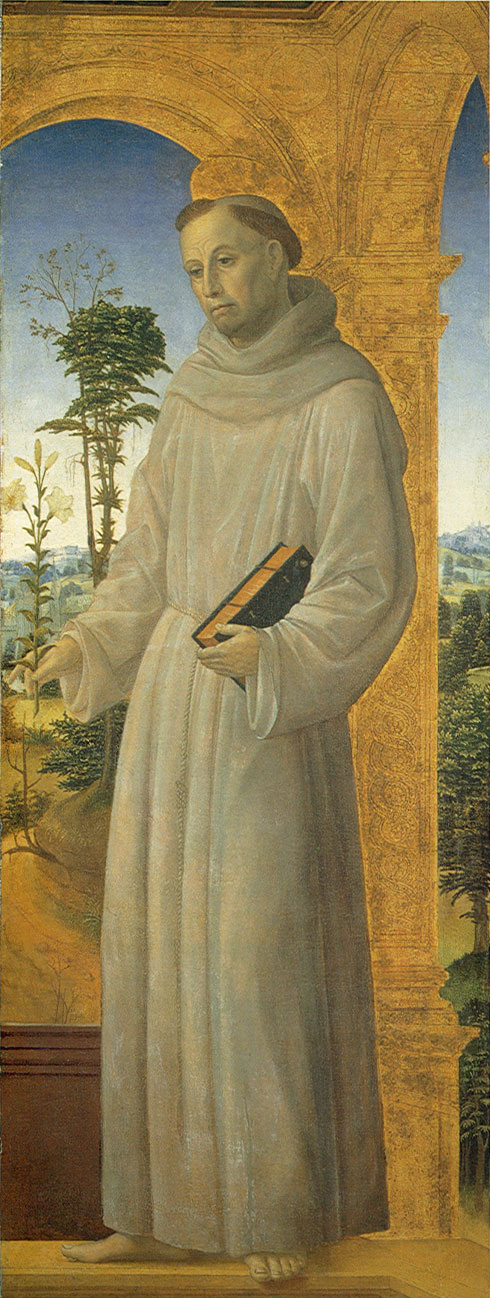
Vincenzo Foppa, Saint Antoine de Padoue, entre 1495 et 1500, Washington, National Gallery of Art.
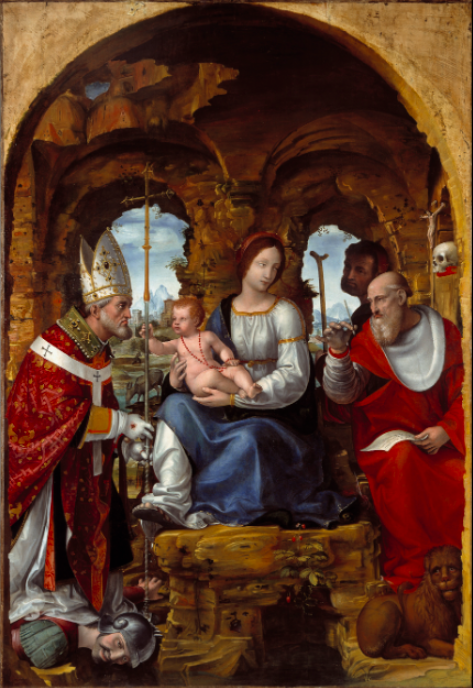
Bernardino Zenale, Vierge à l'Enfant entre saint Ambroise et saint Jérôme, vers 1510, Denver, musée d'Art.
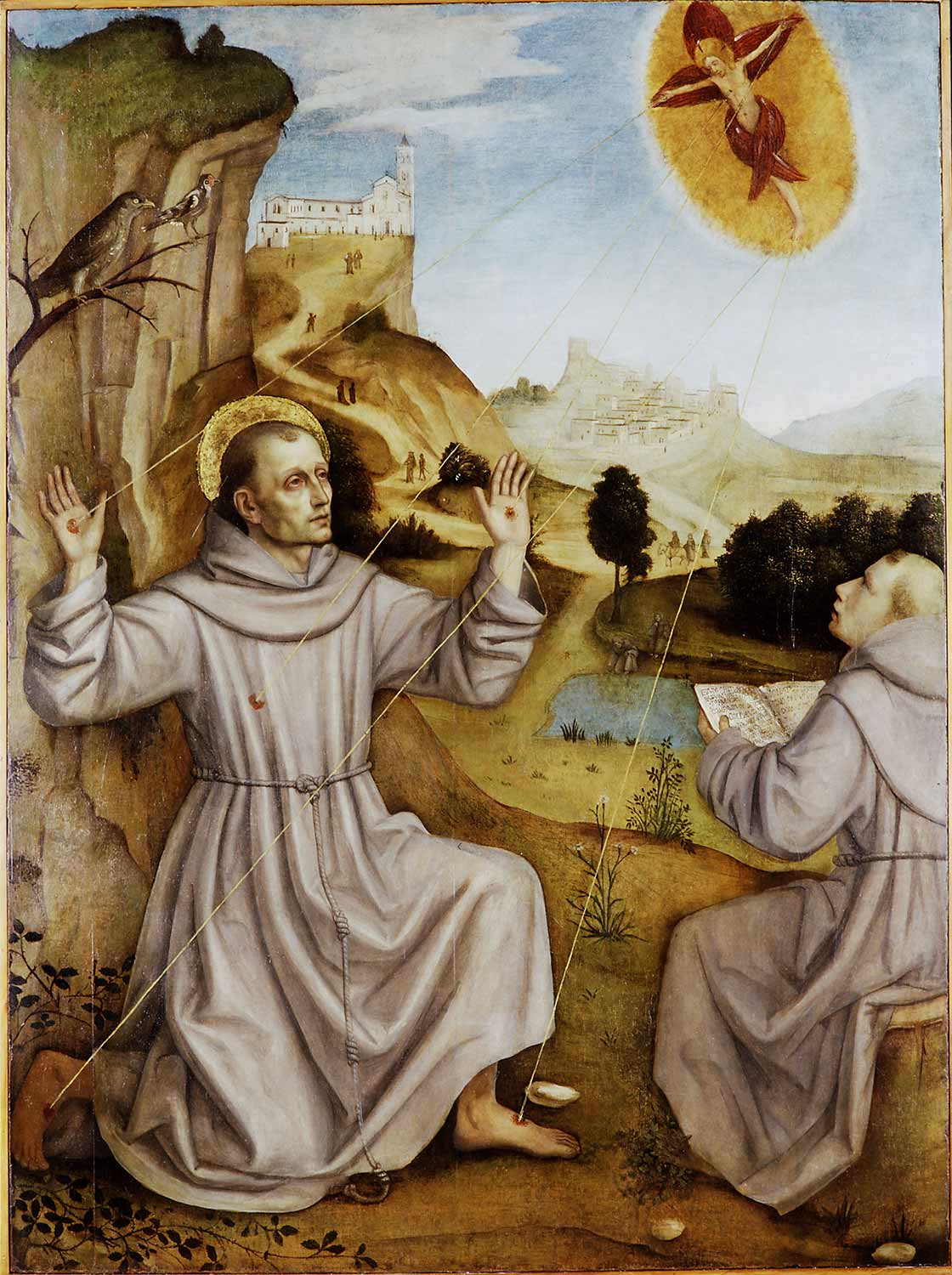
Ambrogio Borgognone, Saint Francois reçoit les stigmates, vers 1510, Milan, Museo diocesano.